# I've Got You Under My Skin (Čarovnice)
I've Got You Under My Skin je druga epizoda prve sezone serije Čarovnice.

## Obnova epizode
Sestre poskušajo ohraniti svoje moči čim bolj prikrite, saj se bojijo napadov drugih bitij. Najbolj je v skrbeh Prue, ki jo skrbi tudi za prihodnost z Andyjem. Andy je policist, ki je zaljubljen v Prue. Piper se sprašuje ali je dobra ali zla. Najmanj je v skrbeh Phoebe, ki zaide v težave ko jo moški z imenom Stefan povabi na poziranje. Za človeškim obrazom Stefana se skriva bitje Javan, ki se hrani z žensko lepoto. Piper in Prue s pomočjo prijateljice Brittany ugotovijo prebivališče Stefana. Tam najdejo Phoebe in izničijo Stefana. Sestre spoznajo, da imajo na plečih več kot samo Warlocke. 

## Stranske vloge
- Julie Araskog kot Darlene
- Tamara Lee Krinsky kot Tia
- Ben Caswell kot Max Jones
- Ralph Manza kot Elderly Man
- Todd Feder kot Clerk
- Lou Glenn kot Carpenter